# Vergüenza (serie de televisión)
Vergüenza es una serie de televisión española producida por Movistar+ que se emite en forma de vídeo bajo demanda en el canal #0 desde el 24 de noviembre de 2017. Está protagonizada por Malena Alterio y Javier Gutiérrez. La primera temporada consta de 10 episodios de unos 25 minutos de duración cada uno, la segunda siete y la tercera de seis.
Según Juan Cavestany, uno de sus autores “Es una comedia con estructura de drama, muy personal y que se adentra en los amores más difíciles y estropeados”.

## Producción
El proyecto de esta serie nació casi 10 años antes de su estreno. Sus autores, después de escribir un episodio piloto, la ofrecieron a las diferentes cadenas donde mostraban interés pero no le encontraban encaje, bien por su duración más reducida de lo habitual en España o por su tono ácido, en algunos momentos.
En abril de 2016 se presentó el proyecto en Movistar+ a los medios de comunicación. Enrique López Lavigne se hace cargo de la producción tras haber dirigido, años atrás, El asombroso mundo de Borjamari y Pocholo junto a Juan Cavestany. Los protagonistas del proyecto, Malena Alterio y Javier Gutiérrez como Nuria y Jesús, ya estaban presentes en el piloto rodado nueve años atrás. Meses más tarde se dieron a conocer nuevas incorporaciones como la de Miguel Rellán, Lola Casamayor, Malcom T. Sitté o Enric Benavent, entre otros.
En diciembre de 2017, se confirmó una segunda temporada de la serie, seis capítulos que fueron estrenados el 30 de noviembre de 2018 más un especial a emitir en Navidad. La serie ha recibido cuatro nominaciones a los premios Feroz. La tercera temporada se estrena el 14 de febrero de 2020.

## Argumento
Jesús Gutiérrez (Javier Gutiérrez) y Nuria Díaz (Malena Alterio) forman una pareja aparentemente normal, él es fotógrafo de BBC (bodas, bautizos y comuniones) con ínfulas de artista y no suele ser consciente de la vergüenza ajena que provoca allá por donde va. Nuria sufre sus consecuencias y el contagio de esa maestría en el arte de meter la pata. "Es como ser la mujer de Mr. Bean", declara Alterio.

## Reparto

### 1ª temporada

#### Reparto principal
- Javier Gutiérrez - Jesús Gutiérrez Montejo
- Malena Alterio - Nuria Díaz Guijarro

#### Reparto recurrente
- Vito Sanz - Óscar (Episodio 1 - Episodio 7, Episodio 9 - Episodio 10)
- Miguel Rellán - Carlos Díaz (Episodio 1 - Episodio 4, Episodio 6 - Episodio 7, Episodio 9 - Episodio 10)
- Lola Casamayor - María del Carmen "Maricarmen" Guijarro (Episodio 1 - Episodio 2, Episodio 4, Episodio 6 - Episodio 7, Episodio 9 - Episodio 10)
- Estrella Olariaga - Rosa (Episodio 1 - Episodio 2, Episodio 4 - Episodio 7)
- Francisco Reyes - David Conejero (Episodio 1 - Episodio 6)
- Ángeles Páez - Silvia (Episodio 1 - Episodio 2, Episodio 4 - Episodio 8)
- Toni Martínez - Gonzalo (Episodio 1 - Episodio 2)
- Ángel Solo - Agustín (Episodio 1 - Episodio 4, Episodio 6)
- Jorge Cabrera - Jorge (Episodio 2)
- Nico Romero (Episodio 2)
- Eduardo Ferrés - Policía Municipal (Episodio 2, Episodio 10)
- Ana Goya - Amparo (Episodio 3, Episodio 5 - Episodio 7, Episodio 9 - Episodio 10)
- Chema Adeva - Presidente de la Comunidad (Episodio 3, Episodio 6, Episodio 9 - Episodio 10)
- Marta Milans - Elena (Episodio 4, Episodio 7)
- Maarten Dannenberg - John (Episodio 4)
- Aixa Villagrán - Novia (Episodio 5)
- Ana Adams - Diane (Episodio 5 - Episodio 6, Episodio 8)
- Malcom T. Sitté - Nelson (Episodio 5 - Episodio 6)
- Ricardo Castella - Cuñado (Episodio 5)
- José Manuel Poga - Hombre Cata de Vinos (Episodio 6)
- Paco Churruca (Episodio 7)
- Nacho Marraco (Episodio 7, Episodio 9)
- Jorge Kent - Marido de Diane (Episodio 8)
- Raúl Jiménez - Chico pueblo (Episodio 8)
- Enric Benavent - Francisco "Paco" Gutiérrez (Episodio 9 - Episodio 10)
- Susana Hernández (Episodio 9)
- Resu Morales - Aurora Montejo (Episodio 9 - Episodio 10)

- Font García (Episodio 9)
- José Coronado - Él mismo (Episodio 9)
- Miriam Montilla - Yolanda (Episodio 10)
- Carlos Wu - Dueño del bazar (Episodio 10)

### 2ª temporada

#### Reparto principal
- Javier Gutiérrez - Jesús Gutiérrez Montejo
- Malena Alterio - Nuria Díaz Guijarro

#### Reparto recurrente
- Vito Sanz - Óscar (Episodio 11 - Episodio 15; Episodio 17)
- Miguel Rellán - Carlos Díaz (Episodio 11 - Episodio 15; Episodio 17)
- Lola Casamayor - María del Carmen "Maricarmen" Guijarro † (Episodio 11 - Episodio 15; Episodio 17)
- Marta Nieto - Andrea (Episodio 11 - Episodio 16)
- Cristina Alarcón - Sonia (Episodio 11 - Episodio 15)
- Pol López - José Ramón Ruiz (Episodio 11 - Episodio 13; Episodio 15 - Episodio 16)
- Jaime Zarataín - Guillermo (Episodio 11 - Episodio 13; Episodio 15 - Episodio 16)
- Yannick Nguenkam - Yusuf Gutiérrez Díaz (Episodio 11 - Episodio 17)
- Teresa Cuesta - Vanessa (Episodio 12 - Episodio 16)
- Itsaso Arana - Verónica (Episodio 12 - Episodio 13)
- Margarita Arnaz - Abuela (Episodio 12 - Episodio 13; Episodio 15 - Episodio 16)
- Amparo Oltra - Amparo (Episodio 12)
- Valeria Ros - Cómica (Episodio 14)
- Ferrán Gadea - Empleado supermercado (Episodio 16)
- Enric Benavent - Francisco "Paco" Gutiérrez (Episodio 17)
- Resu Morales - Aurora Montejo (Episodio 17)
- Estrella Olariaga - Rosa (Episodio 17)
- Francisco Reyes - David Conejero (Episodio 17)
- Francisco Javier Pastor -Amigo de Carlos- (Episodio 15)

#### Y la colaboración de
- María Casal - Olga (Episodio 11 - Episodio 15)
- Álvaro Cervantes - Él mismo (Episodio 12 - Episodio 13; Episodio 15)
- Ferrán Rañé - Padre de Óscar (Episodio 12; Episodio 15)
- Margarita Lascoiti - Mujer de Gerardo (Episodio 14)
- José Manuel Seda - Pedro (Episodio 14)

### 3ª temporada

#### Reparto principal
- Javier Gutiérrez - Jesús Gutiérrez Montejo
- Malena Alterio - Nuria Díaz Guijarro

#### Reparto recurrente
- María Hervás - Maite (Episodio 18 - Episodio 22)
- Vito Sanz - Óscar (Episodio 18 - Episodio 23)
- Pol López - José Ramón Ruiz † (Episodio 18 - Episodio 22)
- Miguel Rellán - Carlos Díaz (Episodio 18 - Episodio 23)
- Yannick Nguenkam - Yusuf Gutiérrez Díaz (Episodio 18 - Episodio 20; Episodio 22 - Episodio 23)
- Resu Morales - Aurora Montejo (Episodio 18; Episodio 20; Episodio 23)
- Enric Benavent - Francisco "Paco" Gutiérrez (Episodio 18; Episodio 20; Episodio 23)
- Itsaso Arana - Verónica (Episodio 18 - Episodio 23)
- Teresa Hurtado de Ory - María (Episodio 18 - Episodio 19; Episodio 21 - Episodio 23)
- Natalia Hernández - Comisaria (Episodio 18 - Episodio 23)
- Ana Gracia - Esperanza (Episodio 18 - Episodio 20)
- Estrella Olariaga - Rosa (Episodio 19 - Episodio 20; Episodio 22)
- Francisco Reyes - David Conejero (Episodio 19 - Episodio 20; Episodio 22)
- Ángel Solo - Agustín (Episodio 19 - Episodio 20; Episodio 23)
- Jesús Manuel Ruiz - Él mismo (Episodio 19)
- Leticia Sabater - Ella misma (Episodio 20 - Episodio 21)
- Amparo Oltra - Amparo (Episodio 21)
- Teresa Cuesta - Vanessa (Episodio 21 - Episodio 23)
- Marta Poveda - Policía (Episodio 23)
- Óscar de la Fuente - Cristóbal Fuentes (Episodio 23)
- Sandra Collantes-Personajes, Diana- Fernando (Episodios 22-23)
- Roman Rymar - Espectador que filtra el video (Episodio 21)

#### Con la colaboración especial de
- Mariló Montero - Ella misma (Episodio 19 - Episodio 20)
- Lola Casamayor - María del Carmen "Maricarmen" Guijarro † (Episodio 20; Episodio 22 - Episodio 23)
- Miguel Ángel Muñoz - Él mismo (Episodio 22)

## Episodios
| Temporada | Temporada | Episodios | Lanzamiento original    | Lanzamiento original    |
| --------- | --------- | --------- | ----------------------- | ----------------------- |
|           | 1         | 10        | 24 de noviembre de 2017 | 16 de enero de 2018     |
|           | 2         | 7         | 30 de noviembre de 2018 | 24 de diciembre de 2018 |
|           | 3         | 6         | 14 de febrero de 2020   | 14 de febrero de 2020   |
| Total     | Total     | 23        |                         |                         |

## Premios
Premios Feroz
| Año  | Categoría                              | Nominados              | Resultado |
| ---- | -------------------------------------- | ---------------------- | --------- |
| 2017 | Mejor serie de comedia                 | Mejor serie de comedia | Premiada  |
| 2017 | Mejor actor protagonista de una serie  | Javier Gutiérrez       | Premiada  |
| 2017 | Mejor actriz protagonista de una serie | Malena Alterio         | Premiada  |
| 2017 | Mejor actor de reparto de una serie    | Miguel Rellán          | Premiada  |

Premios de la Unión de Actores
| Año  | Categoría                               | Nominados      | Resultado |
| ---- | --------------------------------------- | -------------- | --------- |
| 2017 | Mejor actriz protagonista de televisión | Malena Alterio | Nominada  |
| 2017 | Mejor actor secundario de televisión    | Vito Sanz      | Nominado  |

Fotogramas de Plata
| Año  | Categoría                  | Nominados      | Resultado |
| ---- | -------------------------- | -------------- | --------- |
| 2017 | Mejor actriz de televisión | Malena Alterio | Premiada  |

Premios Blogos de Oro
| Año  | Categoría                 | Nominados            | Resultado |
| ---- | ------------------------- | -------------------- | --------- |
| 2017 | Mejor serie española      | Mejor serie española | Nominada  |
| 2017 | Mejor actor en una serie  | Javier Gutiérrez     | Nominado  |
| 2017 | Mejor actriz en una serie | Malena Alterio       | Nominada  |